# Rock Island (Jethro Tull)
Rock Island is een album van de band Jethro Tull, uitgebracht in 1989.

## Geschiedenis
Het album is muzikaal gezien een vervolg op het succesvolle Crest of a Knave: progressieve rock gecombineerd met een flink wat hardrock. Het stond van tevoren al vast dat het succes van dat album niet geëvenaard zou worden en Rock Island heeft daardoor altijd in de schaduw van zijn voorganger gestaan.
Het ontbreekt dit album aan humor, waardoor het gezien wordt als een van de donkere albums van Jethro Tull. De teksten gaan over zaken als: denken dat niemand je begrijpt, dat alleen jij de problemen ziet in de wereld, vervreemding van de samenleving. De teksten zijn diepzinnig en intelligent.
Voor dit album werden drie keyboardspelers uitgenodigd: Martin Allcock, Peter-John Vettese en John Evans. De laatste bedankte voor de eer met de mededeling dat hij jaren daarvoor zijn belangstelling voor muziek verloren had.

## Kissing Willie
Het nummer Kissing Willie werd op MTV gelanceerd met een videoclip en is een bescheiden hit geweest.
Willie is een voornaam, maar is bekend geworden als koosnaam voor het mannelijk geslacht, met name door de Schotse komiek Billy Connelly. In combinatie met de podiumpresentatie (een aan pornografie grenzend schimmenspel) krijgt het nummer daardoor een heel andere lading:
"She shows a leg shows it damn well. Knows how to drive a man right back to being a child. Well, she's a nice girl, but her bad girl's better. I can read it in her cheating eyes and know that in a while. Well, she'll be kissing Willie. (My best friend, Willie.) Willie stands and Willie falls. Willie bangs his head behind grey factory walls."

## The Whaler Dues
Aan de hand van het nummer The Whaler's Dues kan worden begrepen waarom dit album 'donker' wordt genoemd. Het gaat over de walvisjacht en Andersons afkeer daarvan.
"Money speaks. Soft hearts lose.
The truth only whispers. It's the whaler's dues.
I've been running on diesel. Been running on coal.
Running on borrowed time, if truth's to be told.
Two whales in the ocean, cruising the night
search for each other before we turn out their light."
Het dilemma van de walvisvaarders is aan de ene kant begrijpelijk, maar toch laakbaar. De tijden veranderen en men moet zich daaraan aanpassen.
"Been accused of deep murder on the North Atlantic swell,
but I have three hungry children and a young wife as well.
And behind stand generations of hard hunting men,
who raised a glass to the living, and went killing again.
Are you with me? No!"
De oude generatie raakt verbitterd wanneer ze niet met hun tijd meegaan.
"Now I'm old and I sit land-locked in a back-country jail
to reflect on all of my sins and the death of the whale.
Send me back down the ages. Put me to sea once again,
when the oceans were full yes, and men would be men.
Can you forgive me? No!"

## Nummers
1. Kissing Willie
2. The Rattlesnake Trail
3. Ears of Tin
4. Undressed to Kill
5. Rock Island
6. Heavy Water
7. Another Christmas Song
8. The Whaler's Dues
9. Big Riff and Mando
10. Strange Avenues
11. A Christmas Song (live)¹
12. Cheap Day Return / Mother Goose (live)¹
13. Locomotive Breath (live)¹

¹Bonusnummer op de digitaal geremasterde versie.

## Bezetting
- Ian Anderson (dwarsfluit, mandoline, keyboards, akoestische gitaar, drums, zang)
- Martin Barre (elektrische gitaar)
- David Pegg (basgitaar, akoestische basgitaar, mandoline)
- Doane Perry (drums)

Gastmuzikanten:
- Martin Allcock (keyboards)
- Peter-John Vettese (keyboards)